# Clematis patens 'Xerxes'
Cultivar
Clematis patens 'Xerxes' est un cultivar de clématite, issu de l'espèce Clematis patens, obtenu en 1877 par Charles Noble en Angleterre. 
Cette clématite est couramment confondue avec la Clématite 'Elsa Spath'. 

## Description
Cette clématite fait partie du groupe 2, ce qui signifie que ce cultivar donnera une floraison printanière sur la pousse de l'année précédente et une seconde à l'automne sur les pousses de l'année.

### Feuilles
Les feuilles caduques de cette clématite sont parfois simples, parfois alternes et trifoliées. En moyenne elles mesurent 10 cm. De mars à octobre les feuilles sont vertes, en novembre elles virent au jaune orangé juste avant de tomber.

### Tiges
Les tiges de la clématite Bijou apparaissent de couleur verte sur les pousses de l'année, en vieillissant le bois se durcit et devient rougeâtre et marron.

### Fleurs
La clématite Xerxes dispose d'une fleur de taille moyenne bleue atteignant 16 cm en moyenne. Les fleurs de ce cultivar apparaissent la plupart du temps sur la partie supérieure de la plante en mai et juin pour la floraison printanière et en septembre pour la floraison d'automne. Lors de la fanaison la couleur des sépales vire légèrement au bleu pâle.

#### Bouton floral et pédoncule
Le bouton florale de Xerxes est allongé et ovoïde d'environ 3 cm à 4 cm, de couleur vert/gris à un quart de son ouverture. Le pédoncule quant à lui mesure environ 6 mm à 8 mm de couleur verte également.

#### Sépales
Le sépale de la clématite 'Xerxes' mesure entre 6 cm et 8 cm de long. Ils sont ondulés et striés le long de la nervure centrale.

#### Étamines et stigmates
'Xerxes' possède des  étamines de couleur jaune et des stigmates de couleur rouge presque mauve.

#### Parfum
Cette clématite n'a pas de parfum.

## Obtention
'Xerxes' a été obtenue par le spécialiste anglais de l'obtention de clématites Charles Noble, pour obtenir Xerxes il croisa les clématite ×jackmanii et clématite 'Fortunei'.

## Protection
'Xerxes' du fait de sa création en 1877, ne possède pas de protection.

## Culture

### Plantation
La clématite 'Xerxes' s'épanouit très bien en pot ou en pleine terre. Elle doit être plantée dans un mélange drainant, fertile et léger. Les racines préfèrent  un sol frais et ombragé.

### Croissance
À taille adulte cette clématite dispose d'une croissance importante entre 2 mètres et 3 mètres.

### Floraison
'Xerxes fleurit deux fois par an sur les pousses de l'année précédente du mois de juin et juillet pour la floraison printanière et entre août  et septembre pour la floraison sur le bois de l'année à l'automne. Elle fait partie du groupe 2.

### Utilisations
'Xerxes' est parfait pour les petites structures, mais pousse également sans support. Elle peut aussi grimper sur des supports naturels tels que les feuillus, des conifères et des arbustes.

### Taille
La clématite 'Xerxes' a besoin d'une taille annuelle, souvent au mois de mars mais à toute période de repos végétatif. Elle demande une taille modérée, c'est-à-dire une taille de 30 cm du un tiers des branches.

### Résistance
Cette clématite résiste à des températures jusqu'à moins 20 degrés Celsius.

### Maladies et ravageurs
La clématite 'Xerxes' est sensible à l'excès d'eau ce qui pourrait provoquer une pourriture du collet de la plante et ainsi la mort de la clématite. Elle peut également souffrir d'apoplexie due à un champignon appelé Ascochyta clematidina, provoquant un flétrissement brutal des feuilles. Pour combattre ce champignon la terre doit être remplacée sur 20 cm et l'excès d'eau doit être proscrit.
Les limaces peuvent également s'attaquer à cette clématite et notamment aux jeunes pousses du printemps.